# Casa Roig (Vilalba dels Arcs)
La Casa Roig és una edificació de Vilalba dels Arcs (Terra Alta) inclosa a l'Inventari del Patrimoni Arquitectònic de Catalunya.

## Descripció
Interessant habitatge d'origen medieval que conserva detalls d'estil gòtic. Consta de planta baixa i dos pisos, els dos primers són originals i l'últim és un afegit posterior. Els interiors han estat modificats.
La façana és de carreus i l'accés a l'interior es fa mitjançant dues portes adovellades de mig punt. L'una dona accés a l'habitatge i l'altre a les cavallerisses. Hi ha una tercera porta que està tapiada que és la que feien servir els cavallers per pujar dalt del cavall. Al primer pis hi ha una finestra tapiada d'arcuació gòtica primitiva i una altra amb una llinda gòtica tardana.